# José María Arauz de Robles
José María Araúz de Robles Estremera (Molina de Aragón, 1898-Vega de Arias,1977) fue un político, empresario y criador de toros carlista y alfonsista español. Es reconocido como un teórico de la organización laboral tradicionalista y un defensor del gremialismo, una contrapropuesta a los sindicatos verticales franquistas. Su estirpe de toros fue bastante popular en los años 1950 y se convirtió en un punto de referencia en el negocio, para entrar en decadencia en los años 1970.

## Biografía

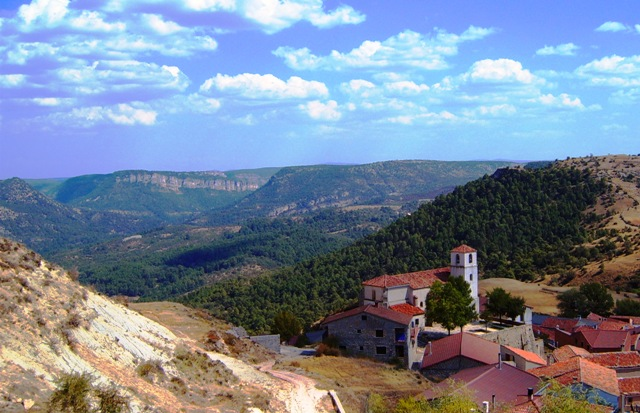
Región del Alto Tajo.

La familia vizcaína Araúz llegó a la sierra del Alto Tajo como mineros y fundidores. Se instalaron en Peralejos de las Truchas y construyeron la Casa Grande de Araúz en 1816; algunos se unieron a los carlistas durante las guerras carlistas. El abuelo de José María, Simón Arauz Huerta, fue un ganadero de toros que en 1905 cofundó lo que hoy es Unión de Criadores de Toros de Lidia. Una rama de la familia siguió criando toros hasta 1931, cuando la marca Hermanos Arauz desapareció del mercado. El padre de José María, Enrique Araúz Estremera, estudió en el Colegio Molinés de Padres Escolapios de Madrid  y ejerció como médico en su pueblo natal, donde también ejerció como alcalde; También carlista, se mantuvo sensible a las cuestiones sociales y cooperó con el periódico de los trabajadores locales, La Alcarria Obrera. En 1895 publicó La hija del Tío Paco o lo que pueden dos mil duros. Fuertemente influenciado por José María de Pereda, el libro cayó en la corriente costumbrista.

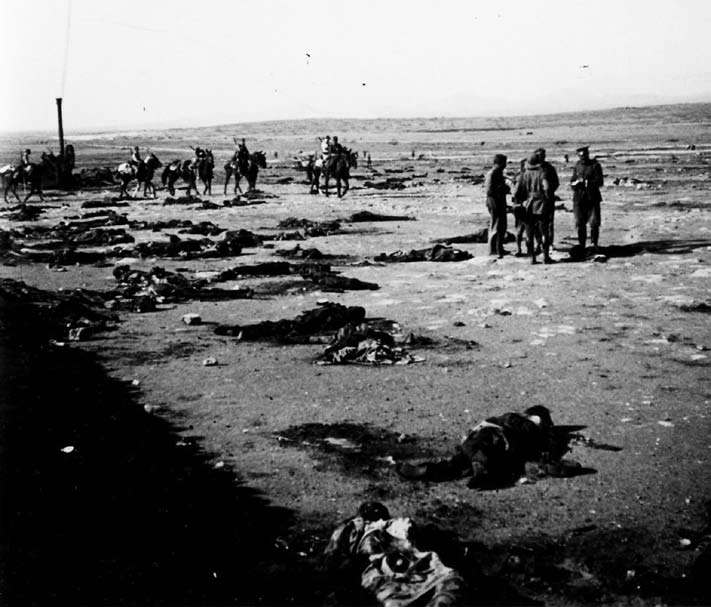
Batalla de los restos anuales.

José María y sus hermanos se criaron en un ambiente profundamente católico. Huérfano de padre en 1905, se trasladó a Madrid para asistir al Colegio Salesiano de San Juan Bautista. Estudió derecho en la Universidad Central de Madrid para obtener sus laureles de doctorado en 1919; en 1921 se convirtió en Abogado del Estado. Reclutado al ejército redujo su mandato como soldado de cuota  y sirvió en el Regimiento Inmemorial del Rey durante la campaña de Marruecos, presenciando la batalla de Annual en 1921. A su regreso casado con Mercedes López Ramiro; el matrimonio tuvo 5 hijos: Fernando, José María, Jesús, Javier y Santiago. Javier se casó con Ana Dávila, hija del político falangista Sancho Dávila y Fernández. Santiago Araúz de Robles López, abogado de profesión y cazador de vocación, además de sus aportaciones jurídicas  es más conocido como autor de novelas y ensayos sobre la vida rural, no es un hilo carlista inusual. El hermano de José María, Carlos Araúz de Robles Estremera, también abogado, se convirtió en autor de múltiples obras de derecho/legislación, historia y letras, entre ensayos, poesía y novela, también de corte costumbrista.

## Carrera

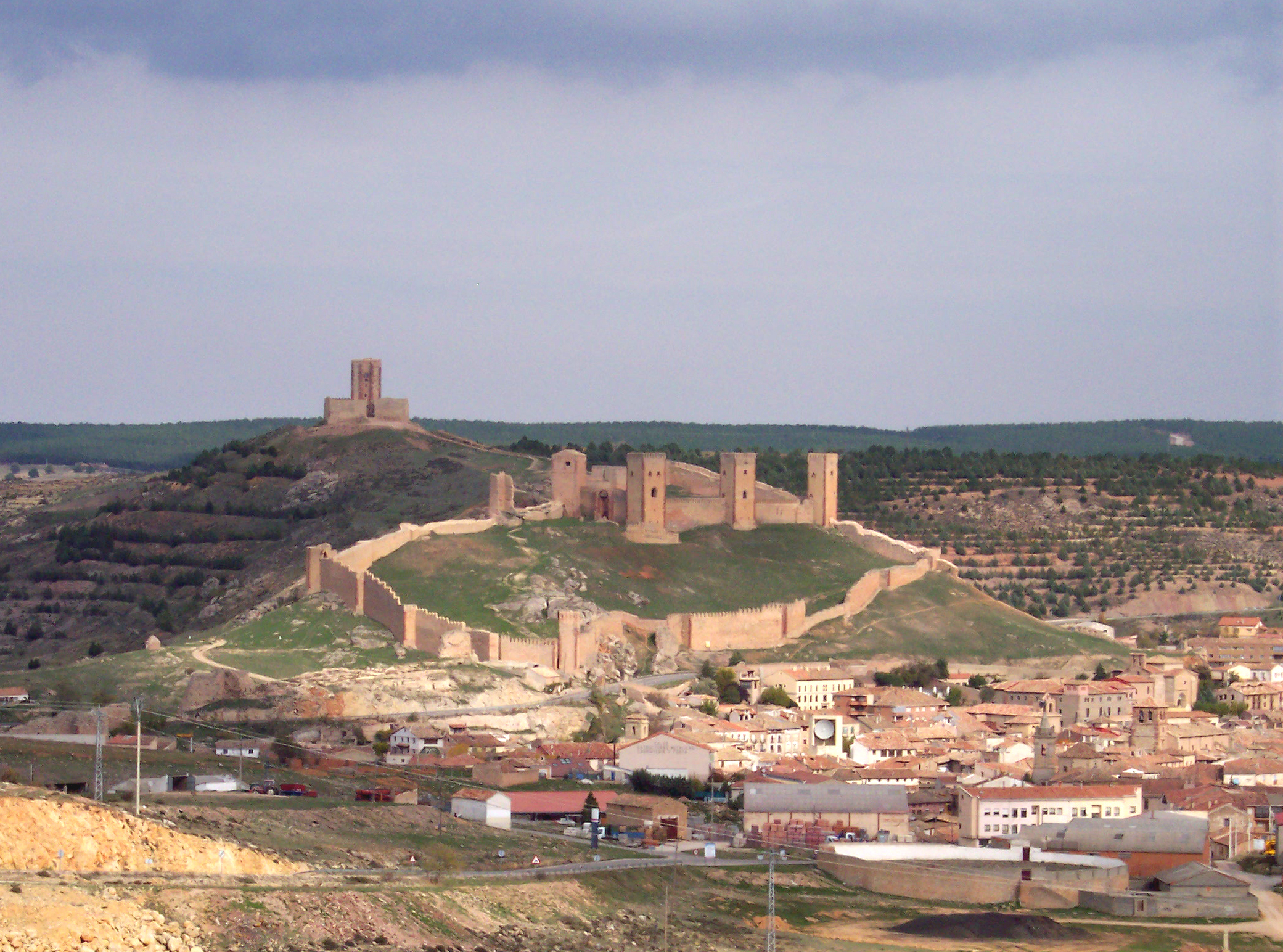
Molina de Aragón.

A lo largo de la década de 1920, Araúz de Robles ejerció la abogacía en Huesca, Sevilla, Ávila y Madrid, sirviendo también en el ayuntamiento local de Molina de Aragón. En 1922 cofundó el Partido Social Popular Demócrata Cristiano y se convirtió en miembro de su sección de defensa nacional. A mediados de la década de 1920 publicó algunas novelas cortas: Don Bernardo "el Idumeo" (1922), Si tu supieras! (1923) y Estrella errante (192?), escritos en una versión barroca del costumbrismo, aunque fueron más bien sus recuerdos de la guerra Por el Camino de Annual (1924)  los que ganaron mayor popularidad. En 1928 organizó homenajes locales a los soldados molinés caídos en la guerra del Rif, al que asistió el rey Alfonso XIII; También patrocinó el monumento construido en Monte Arruit en Marruecos. A finales de la década de 1920, Araúz cofundó la Asociación Católica de Padres de Familia para convertirse en su secretaria a principios de la década de 1930. Durante el desbarajuste político de Dictablanda, Araúz en diversos mítines públicos defendió la monarquía y arengó contra los designios republicanos, incluidos aquellos de formato conservador; donó dinero a las familias de los que murieron luchando contra el fallido golpe republicano en Jaca. Presionó para la construcción de la línea ferroviaria La Roda – Tarazona, que cruzaría el macizo del Moncayo y beneficiaría a su comarca natal de Molina.

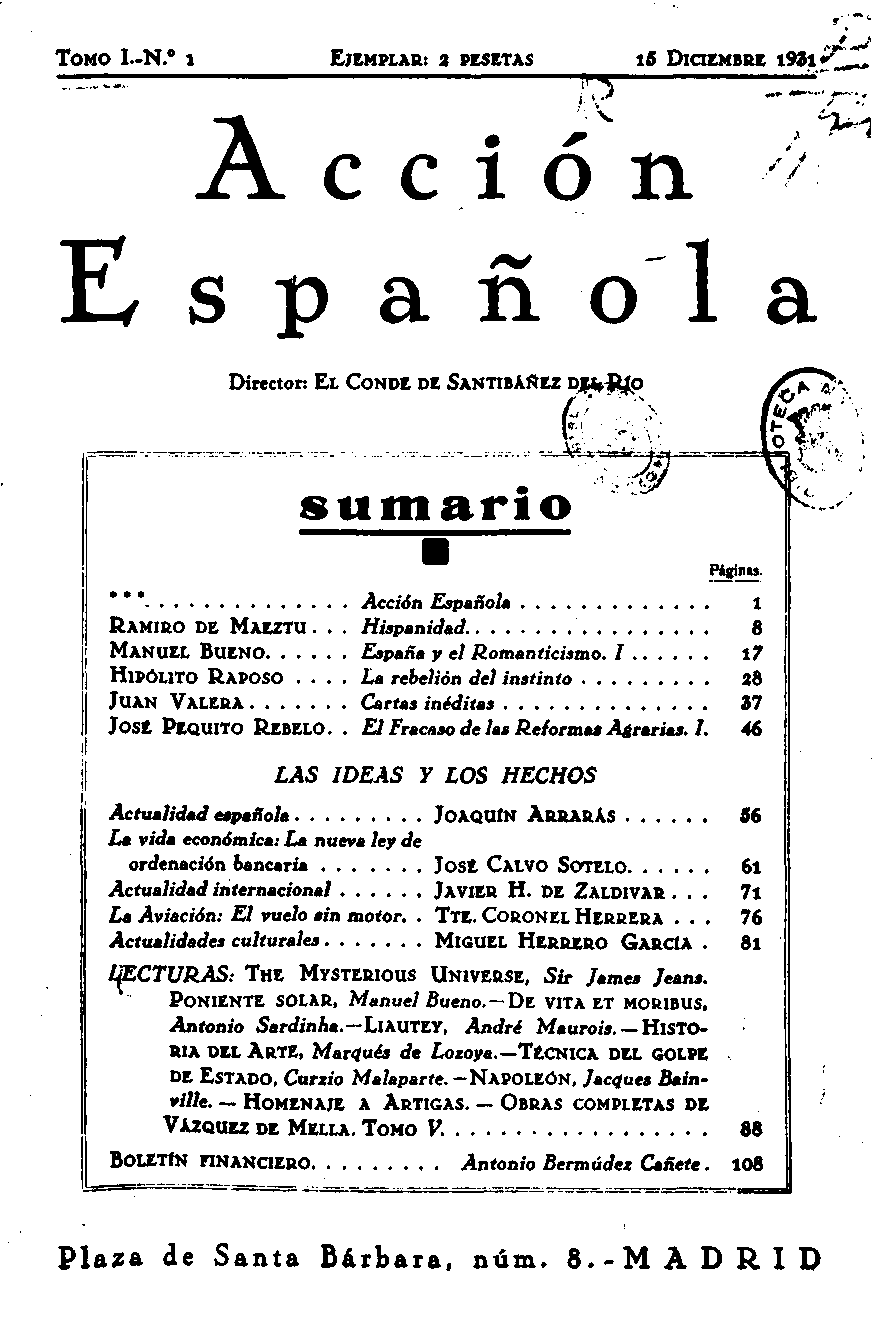
Primer número de Acción Española.

Durante los primeros días de la República Araúz se afilió al Partido Agrario  y como candidato suyo se postuló sin éxito a Cortes por la provincia de Guadalajara en 1931. A finales de 1931 cofundó la organización monárquica alfonsista Acción Española y a principios del año siguiente creó su revista del mismo nombre. Siguiendo con su interés por los temas sociales, en 1932 Araúz coorganizó el Primer Congreso del Pensamiento Social Popular. Durante 1931-1932 participó en una serie de reuniones públicas ampliamente monárquicas, a menudo junto con los líderes tradicionalistas. Atraído por la intransigencia carlista, se acercó a su Comunión Tradicionalista. En los meses de 1933-34 Araúz participó en una serie de mítines, congresos y conferencias públicas carlistas, asumiendo en ocasiones un tono un tanto revolucionario. Rompió formalmente con los agrarios en 1934; En una carta a su líder, Martínez de Velasco, señaló que los partidos políticos y la democracia inorgánica ya no se adaptaban a las necesidades de España.

## Carlista contra la República

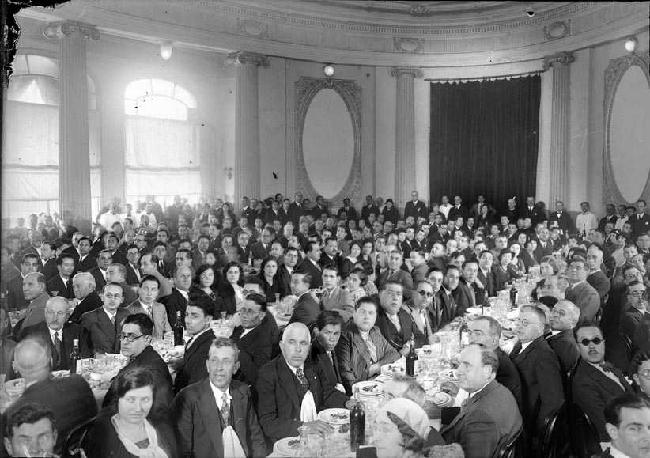
Tertulia carlista, años 30.

Dentro del carlismo, Araúz se convirtió en una nueva figura en ascenso. En las elecciones de 1933 se presentó con éxito con la fórmula carlista granadina. En las elecciones de 1936 (también en Granada) salió victorioso e incluso fue nombrado secretario de la minoría parlamentaria carlista, pero su mandato fue anulado por supuestas irregularidades. Araúz conspiró contra la República como miembro de la Junta Nacional Carlista con sede en La Ferme. Tras el estallido de las hostilidades, se unió a la Junta Carlista de Guerra  con sede en Burgos y se convirtió en jefe de su sección de Gremios y Corporaciones, una especie de “ministerio de trabajo” carlista empeñado en construir una estructura sindical competitiva con el esquema falangista. Araúz codirigió la incursión de los aragoneses Requetés que capturaron su Molina de Aragón natal a principios de agosto de 1936; posteriormente contribuyó a la formación del batallón local Requeté, Tercio de María de Molina.
A finales del verano de 1936, Araúz se esforzó por instalar el sindicato católico Confederación Española de Sindicatos Obreros (CESO) por parte de la Junta de Defensa Nacional con sede en Burgos. Como el cuasi gobierno franquista prohibió cualquier actividad sindical  los carlistas intentaron encontrar una solución creando la Obra Nacional Corporativa en noviembre, un intento de construir su propia estructura laboral que estaría encabezada por Araúz, y defendieron su integridad contra los sindicatos falangistas CONS. En ese momento emergió como "principal teórico del corporativismo" dentro del ámbito tradicionalista.

Estandarte carlista.

En 1937 publicó Plan de la Obra Nacional Corporativa  y Corporativismo gremial, esbozando reglas para la futura organización del trabajo. La visión se basó en la teoría social cristiana, expuesta en España por Severino Aznar Embid y desarrolló ideas redactadas en el folleto anterior de Araúz La nueva política: ideas sobre el futuro de España (1929). Las obras proponían desactivar el conflicto social mediante la representación política de los trabajadores, el control salarial, planes de pensiones, planes de desempleo y enfermedad, juntas de arbitraje, cooperativas, leyes antiespeculación, etc. Respaldaron un Estado regulado, aunque no alcanzaron los planes de sindicalismo y criticaron con vehemencia al fascismo; algunos estudiosos lo ven como un híbrido de patrones socialcristiano y tradicionalista, aunque algunos lo clasifican como corporativismo. Carlos Hugo, futuro líder del Partido Carlista, se referiría a la visión de Araúz en la reunión de Montejurra de 1959 al iniciar su campaña para encaminar el carlismo hacia el socialismo.

## Carlista contra Franco

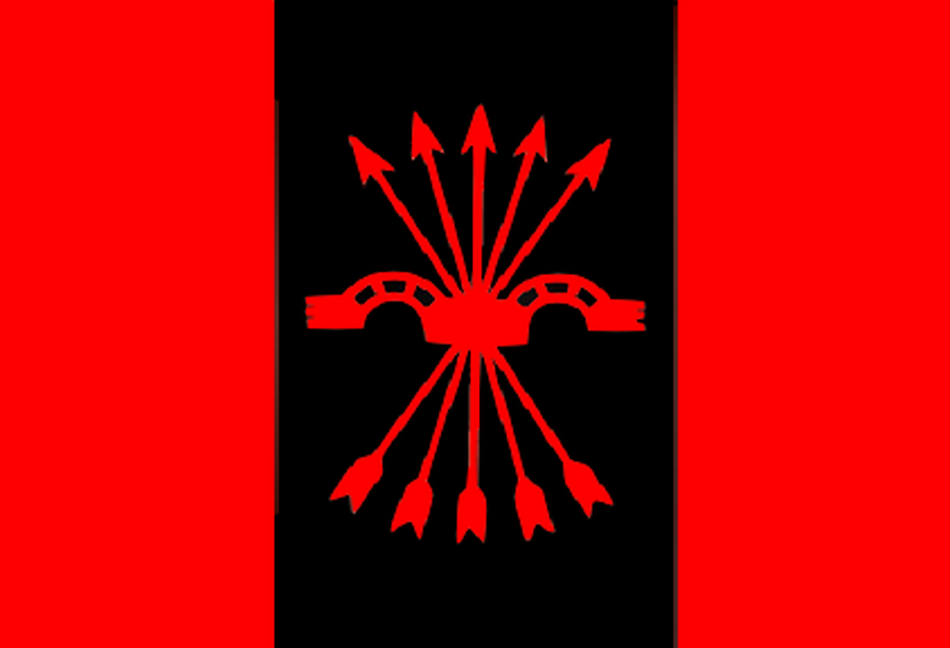
El estandarte falangista.

En otoño de 1936 Araúz de Robles sirvió de enlace entre la Junta Nacional Carlista de Guerra y el Cuartel General del Generalísimo Franco, instalado entonces en el Palacio Episcopal de Salamanca, para presentar a éste el proyecto de Manuel Fal Conde de fundar y organizar una academia militar de requetés. Según el propio Araúz de Robles, Franco no puso el menor reparo al proyecto, y su secretario le transmitió que el Jefe del Estado lo consideraba «no sólo probable, sino plausible». No obstante, la publicación del Reglamento de la Real Academia de Requetés el 15 de diciembre sin la autorización definitiva, motivaría que el General Franco llamase a Araúz, con quien se reunió nuevamente el 19 de diciembre para que éste le diese explicaciones. Poco después el General Dávila comunicó verbalmente a Fal Conde que consideraban la creación de la Academia como un golpe de Estado y que debía abandonar España si no quería exponerse un consejo de guerra.
Durante la reunión de los máximos dirigentes carlistas en Insua en febrero de 1937, Araúz parecía indeciso sobre la estrategia carlista ante la próxima amenaza de unificación, preocupado más por la unidad del tradicionalismo. Junto con Lamamié de Clairac habló en Villarreal de Álava con el líder falangista Manuel Hedilla y acordó que o la unificación se produciría en sus términos o no se produciría en absoluto. Está catalogado como miembro del grupo carlista intermedio, sin oponerse ni apoyar decisivamente la unificación, aunque pronto adoptó una postura disidente y en octubre de 1937 fue expulsado de la Falange Española Tradicionalista. Su intento de crear sindicatos carlistas fracasó. Aunque CESO intentó evitar la fusión federándose dentro de la ONC, la Obra Nacional Corporativa finalmente se incorporó a los sindicatos franquistas  y Araúz fue eliminado de las estructuras laborales integradas. Considerado personalmente desfavorablemente en el cuartel general de Franco, se alistó en los Requetes y participó en la campaña de Vizcaya, retirándose finalmente de las estructuras políticas y militares franquistas.

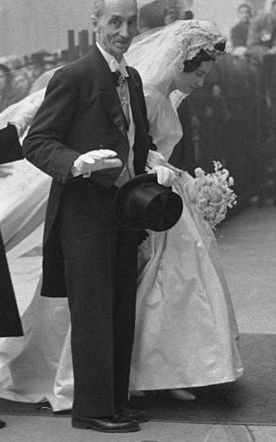
Don Javier, 1960.

A principios de la década de 1940, Araúz, decidido a recuperar la monarquía, se movía entre los carlistas y los alfonsistas. En agosto de 1943, junto con Manuel Fal Conde y varios otros líderes carlistas, firmó una carta a Franco, exigiendo que los rasgos fascistoides del régimen fueran reemplazados por soluciones tradicionalistas; la respuesta fue su detención y un mes tras las rejas en la prisión de la Dirección General de Seguridad. Más tarde, ese mismo año, consultó con los Alfonsino sobre su política hacia el franquismo. Apoyó un manifiesto que debía emitir su pretendiente Don Juan, documento destinado a disociar al pretendiente de Franco; en minoría, abogó infructuosamente por una acción audaz. En 1944 apoyó vagos planes para un golpe monárquico conjunto contra Franco. En 1946, junto con el conde Rodezno, visitó a Don Juan en Estoril, sondeándole sobre un posible acuerdo dinástico entre él y el pretendiente regente carlista Don Javier. Formalmente la misión no violó las reglas de la regencia carlista, pero en realidad rozaba la deslealtad a don Javier. En 1957 junto con Arellano buscó adhesiones carlistas al proyecto juanista  y emergió entre los líderes de la iniciativa; finalmente, los dos hermanos Araúz de Robles, José María y Carlos, se unieron a una gran fracción de carlistas que reconocían a Don Juan como el legítimo pretendiente carlista. La declaración del Acto de Estoril marcó su ruptura formal con el carlismo dominante. Fue expulsado de Comunión  y enfrentó la ira de la multitud javierista durante la concentración carlista de Montejurra del año siguiente.

## Criador de toros

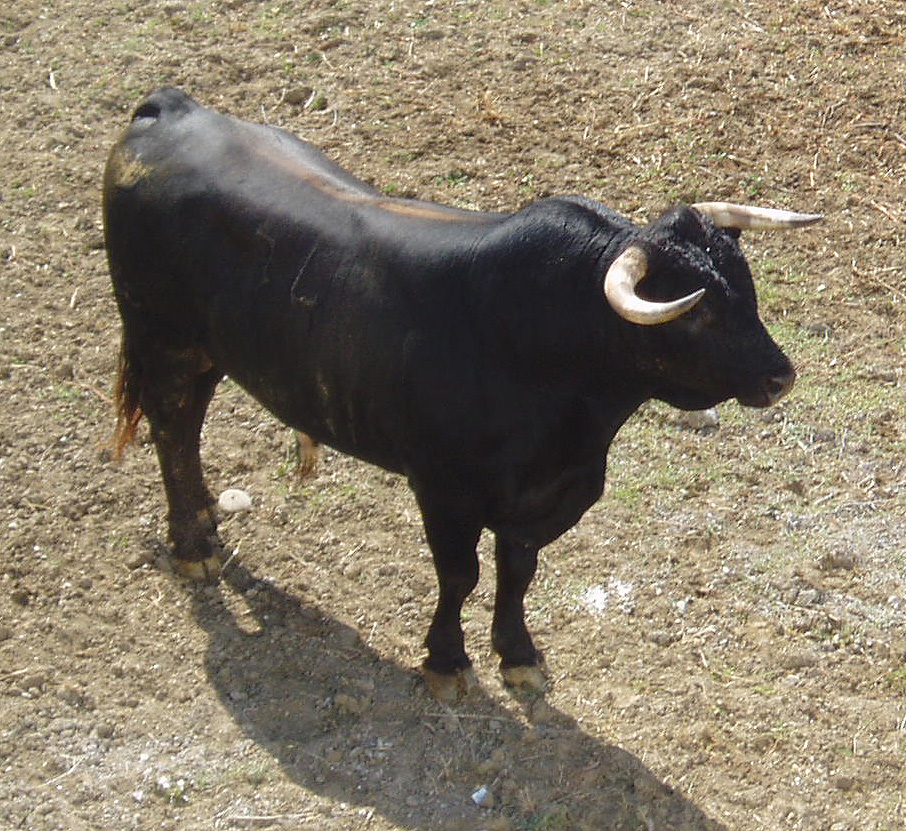
Toro de lidia.

En 1945 Arauz de Robles compró ganado de toro bravo de la empresa local Herederos de Rufo Serrano Muñoz, poco antes propiedad de un modesto torero, Mariano García de Lora. Se aventuró enérgicamente a refrescar la raza con nuevos sementales de las razas Samuel Flores y Guardiola Soto y crio sus propios sementales. Registró su propio hierro en 1947  y ese mismo año sus toros (el primero llamado Asustado) comenzaron a aparecer en los ruedos, sobre todo en el madrileño Las Ventas. En la década de 1940, Arauz de Robles estaba desarrollando agresivamente el negocio, cooperando con ganaderos locales reconocidos como Vicente Sierra Peiró y comprando entre 60 y 70 vacas en ferias locales. Se especializó en los toros de novillas, ganando notoriedad con Choricero (1951). Siguió un camino bastante inusual mediante el apareamiento de razas de linaje cruzado, lo que resultó en cierta irrepetibilidad e imprevisibilidad de los toros. En los años 50 compró otra finca en plena Sierra Morena andaluza, que inicialmente sirvió para fines auxiliares.

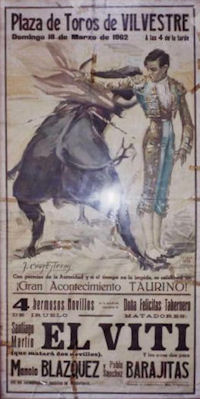
Cartel de corrida de toros, 1962.

El linaje se convirtió en una marca establecida en el mercado español del toro bravo en los años cincuenta y principios de los sesenta. En la década de 1970, Arauz de Robles pasó al toro do lidia convencional; su ganadería formó parte de las treinta y pico ganaderías que sirvieron de referente en estudios científicos, participando también en celebraciones tan celebradas como los Sanfermines de Pamplona.  En 1978 la raza pasó a manos de su hijo Francisco Javier Arauz de Robles López, quien cambió el hierro (1978)  y posteriormente trasladó la ganadería a la provincia de Jaén.  Inicialmente bastante activo,  recientemente ha estado bastante inactivo,  y los propietarios señalan una serie de dificultades, incluida la competencia de la raza Domecq. Esto, además de la supuesta disminución de la calidad, llevó a algunas organizaciones  a incluir la raza en la lista negra,  a pesar de la campaña de marketing del propietario. El linaje está presente en la lista oficial de la UCTL. Santiago Araúz de Robles López se inició en la cría de caballos en Baños de la Encina.  Ha abordado la tauromaquia desde la perspectiva académica de un científico social.